# Adrian Diaconu
Adrian Diaconu (n. 9 iunie 1978, Ploiești, România) este un pugilist român retras, care locuiește în Montreal, Canada. Diaconu este fost campion mondial WBC la categoria semigrea.

## Cariera de amator
Diaconu a reprezentat România la Jocurile Olimpice de la Sidney din 2000 la categoria Mijlocie.
Rezultatele olimpice sunt:
- Victorie cu Abdelghani Kinzi (Algeria) 19-9
- Victorie cu Jitender Kumar (India) 12-3
- Înfrângere cu Jorge Gutierrez (Cuba) KO 1

## Cariera de profesionist
După Jocurile Olimpice de la Sidney din 2000, Diaconu a trecut la boxul profesionist. El a devenit campion mondial WBC la categoria semigrea după o victorie prin decizie unanimă cu Chris Henry la Sala Polivalentă din București în aprilie 2008. Apoi și-a apărat centura împotriva canadianului Jean Pascal, pierzând meciul dar și revanșa ulterioară ambele la puncte. Ultima luptă a fost cu Chad Dawson pe data de 21 mai, 2011, înfrângere prin decizie unanimă.

## Meciuri la profesioniști
| 27 de victorii (15 prin knockout, 12 la decizie), 3 înfrângeri, 0 egaluri |         |                 |     |              |            |                                                  |                                                                                           |
| Rez.                                                                      | Carieră | Adversar        | Tip | Rd., Timp    | Data       | Loc                                              | Note                                                                                      |
| Înfrângere                                                                | 27-3    | Chad Dawson     | UD  | 12 (12)      | 2011-05-21 | Bell Centre, Montreal, Québec                    |                                                                                           |
| Victorie                                                                  | 27-2    | Omar Sheika     | UD  | 10           | 2010-10-15 | Bell Centre, Montreal, Québec                    | Primul meci în zece luni.                                                                 |
| Înfrângere                                                                | 26-2    | Jean Pascal     | UD  | 12           | 2009-12-11 | Bell Centre, Montreal, Québec                    | Pentru titlul WBC la semigrea.                                                            |
| Înfrângere                                                                | 26-1    | Jean Pascal     | UD  | 12           | 2009-05-19 | Bell Centre, Montreal, Québec                    | A pierdut titlul WBC la semigrea.                                                         |
| Victorie                                                                  | 26-0    | David Whittom   | UD  | 8 (8)        | 2009-04-04 | Bell Centre, Montreal, Québec                    |                                                                                           |
| Victorie                                                                  | 25-0    | Chris Henry     | UD  | 12           | 2008-04-19 | Sala Polivalentă, București                      | A câștigat titlul interimar WBC la semigrea.                                              |
| Victorie                                                                  | 24-0    | Rico Hoye       | TKO | 3(12), 0:32  | 2007-05-09 | Studio Mel's, Montreal, Québec                   |                                                                                           |
| Victorie                                                                  | 23-0    | Orlando Rivera  | UD  | 10           | 2006-09-15 | Bell Centre, Montreal, Québec                    |                                                                                           |
| Victorie                                                                  | 22-0    | Andre Thysse    | UD  | 12           | 2006-05-16 | Bell Centre, Montreal, Québec                    | A păstrat titlul internațional WBC la categoria semigrea.                                 |
| Victorie                                                                  | 21-0    | Max Heyman      | KO  | 4(12), 3:00  | 2006-03-24 | Bell Centre, Montreal, Québec                    | A câștigat titlul NABA și titlul vacant TAB (Trans America Boxing) la categoria semigrea. |
| Victorie                                                                  | 20-0    | Darrin Humphrey | TKO | 11(12), 2:56 | 2005-12-02 | Bell Centre, Montreal, Québec                    | A câștigat titlul internațional WBC la categoria semigrea.                                |
| Victorie                                                                  | 19-0    | Conal MacPhee   | TKO | 2(10), 2:00  | 2005-09-16 | Bell Centre, Montreal, Québec                    | A păstrat centura Canadei la categoria semigrea.                                          |
| Victorie                                                                  | 18-0    | Conal MacPhee   | TKO | 5(10), 3:00  | 2005-05-03 | Maurice Richard Arena, Montreal, Québec          | A câștigat centura Canadei la categoria semigrea.                                         |
| Victorie                                                                  | 17-0    | James Crawford  | TKO | 1(8)         | 2005-04-12 | Sala Siderurgistul, Galați                       |                                                                                           |
| Victorie                                                                  | 16-0    | Jesse Sanders   | TKO | 4(6), 3:00   | 2005-03-18 | Bell Centre, Montreal, Québec                    |                                                                                           |
| Victorie                                                                  | 15-0    | Roberto Coelho  | UD  | 10           | 2004-03-20 | Casino de Montréal, Montreal, Québec             |                                                                                           |
| Victorie                                                                  | 14-0    | Rico Cason      | TKO | 3(8), 2:45   | 2003-12-20 | Bell Centre, Montreal, Québec                    |                                                                                           |
| Victorie                                                                  | 13-0    | Tiwon Taylor    | KO  | 2(8), 1:14   | 2003-11-22 | Bell Centre, Montreal, Québec                    |                                                                                           |
| Victorie                                                                  | 12-0    | Ronald Cobbs    | TKO | 3(6)         | 2003-05-17 | Petersen Events Center, Pittsburgh, Pennsylvania |                                                                                           |
| Victorie                                                                  | 11-0    | Isidore Janvier | UD  | 8            | 2003-04-05 | Arena Leipzig, Leipzig, Saxonia                  |                                                                                           |
| Victorie                                                                  | 10-0    | Ron Johnson     | KO  | 1(8), 1:44   | 2003-02-28 | Aréna Leonard Grondin, Granby, Quebec            |                                                                                           |
| Victorie                                                                  | 9-0     | Shaun Creegan   | UD  | 8            | 2002-12-14 | Dorchester Armory, Dorchester, Massachusetts     |                                                                                           |
| Victorie                                                                  | 8-0     | Kenny Bowman    | UD  | 6            | 2002-09-06 | Bell Centre, Montreal, Québec                    |                                                                                           |
| Victorie                                                                  | 7-0     | Ganny Dovidovas | KO  | 3(8)         | 2002-05-31 | Sala Polivalentă, București                      |                                                                                           |
| Victorie                                                                  | 6-0     | Melroy Corbin   | UD  | 6            | 2002-04-26 | Hershey Centre, Mississauga, Ontario             |                                                                                           |
| Victorie                                                                  | 5-0     | Francis Doiron  | KO  | 1(6), 1:40   | 2001-11-30 | Molson Centre, Montreal, Quebec                  |                                                                                           |
| Victorie                                                                  | 4-0     | Claudio Ortiz   | UD  | 4            | 2001-07-20 | Stade L.P. Gaucher, Saint-Hyacinthe, Quebec      |                                                                                           |
| Victorie                                                                  | 3-0     | Eric Olds       | UD  | 4            | 2001-07-10 | Molson Centre, Montreal, Québec                  |                                                                                           |
| Victorie                                                                  | 2-0     | Todd Black      | KO  | 1(4), 0:36   | 2001-06-05 | Pavillon de la Jeunesse, Trois-Rivières, Québec  |                                                                                           |
| Victorie                                                                  | 1-0     | Mark Newton     | TKO | 1(4), 2:34   | 2001-03-02 | Molson Centre, Montreal, Québec                  | Debutul lui Diaconu la profesioniști                                                      |